# Ashton, Ontario
Ashton är en ort i Kanada.   Den ligger i provinsen Ontario, i den sydöstra delen av landet, 40 km sydväst om huvudstaden Ottawa. Ashton ligger 146 meter över havet och antalet invånare är 200.
Terrängen runt Ashton är platt. Runt Ashton är det ganska tätbefolkat, med 83 invånare per kvadratkilometer.. Närmaste större samhälle är Kanata, 19,0 km nordost om Ashton. 
Omgivningarna runt Ashton är en mosaik av jordbruksmark och naturlig växtlighet.